# نظام تحريكي

ينشأ نظام لورينتز من دراسة منحنى لورينز، وهو نظام تحريكي.

الجملة التحركية أو النظام التحريكي مصطلح في الرياضيات يصف الجمل التي تحكمها معادلات تفاضلية خطية أو معادلات تفاضلية خطية جزئية أو معادلة تفاضلية لاخطية أو معادلة تفاضلية لاخطية جزئية أو معادلة تفاضلية جبرية. جميع النماذج الرياضية التي تصف حركة نواس بسيط أو تدفق الماء في الإنبوب وغيرها، تعتبر أمثلة عن جمل حركية.
لكل جملة حركية حالات. هذه الحالات هي أيضا الإحداثيات للفضاء الهندسي أو فضاء الحالة. لكل جملة حركية قاعدة تطور هي عبارة عن قاعدة (دالة رياضية) تصف ارتباط حالة الجملة مع الزمان أو المكان (أو في بعض الدراسات مع الشروط البدئية) وبالتالي تحدد الحالات المستقبلية للجملة اعتمادا على حالتها الراهنة. يمكن أن تكون قاعدة تطور هذه الجمل حتمية: أي من أجل فترة زمنية معطاة ستتطور الحالة الراهنة إلى حالة أخرى وحيدة محددة مسبقا بدالة التطور للجملة. كما يمكن أن تكون احتمالية.

## خلفية عامة
ترجع أصول مفهوم النظام التحريكي إلى ميكانيكا نيوتن. فهناك، كما هو الحال في العلوم الطبيعية والأنظمة الهندسية الأخرى، فإن قاعدة التطور للأنظمة التحريكية هي علاقة ضمنية تعطي حالة النظام لفترة قصيرة فقط في المستقبل. (تكون العلاقة إما معادلة تفاضلية أو معادلة فرق أو مقياسًا زمنيًا آخر) يتطلب الأمر تكرار العلاقة عدة مرات لتحديد الحالة لجميع الأوقات المستقبلية - تتقدم كل مرة بنا خطوة صغيرة. يشار إلى إجراء التكرار على أنه حل النظام أو تكامل النظام. إذا كان من الممكن حل النظام، بمعرفة نقطة أولية، فمن الممكن تحديد جميع مواقعه المستقبلية، وهي مجموعة من النقاط المعروفة باسم المسار أو المدار.
قبل ظهور أجهزة الكمبيوتر، تطلب إيجاد مدار تقنيات رياضية معقدة ويمكن تحقيقه فقط لفئة صغيرة من الأنظمة التحريكية. تبسّط الأساليب العددية المُطبقة على آلات الحوسبة الإلكترونية مهمة تحديد مدارات النظام الديناميكي.
بالنسبة للأنظمة التحريكية البسيطة، غالبًا ما تكون معرفة المسار كافية، ولكن معظم الأنظمة التحريكية معقدة للغاية بحيث لا يمكن فهمها من حيث المسارات الفردية. تنشأ الصعوبات بسبب:
- قد تكون الأنظمة المدروسة معروفة بصورة تقريبية فقط -قد لا تكون بارامترات النظام معروفة بدقة أو قد تكون المعادلات مفتقدة للمصطلحات. يشكك التقريب المستخدم في صحة الحلول العددية أو أهميتها. للإجابة عن هذه الأسئلة، أُدخلت العديد من مفاهيم الاستقرار في دراسة الأنظمة التحريكية، مثل استقرار ليابونوف أو الاستقرار الهيكلي. يشير استقرار النظام التحريكي إلى وجود فئة من النماذج أو الظروف الأولية التي تكون المسارات متكافئة بالنسبة لها. تتغير عملية مقارنة المدارات لتحديد تكافؤها مع مفاهيم الاستقرار المختلفة.
- قد يكون نوع المسار أكثر أهمية من المسار بعينه. قد تكون بعض المسارات دورية، وقد يمر البعض الآخر في العديد من الحالات المختلفة للنظام. غالبًا ما تتطلب التطبيقات تعداد هذه الفئات أو الحفاظ على النظام داخل فئة واحدة. أدى تصنيف جميع المسارات الممكنة إلى الدراسة النوعية للأنظمة التحريكية، أي الخصائص التي لا تتغير مع تغيير الإحداثيات. تصف الأنظمة التحريكية الخطية والأنظمة التي تحتوي على رقمين حالة من الأمثلة على الأنظمة التحريكية تُستوعَب فيها الفئات المحتملة من المدارات.
- قد يكون ما يُطلب للتطبيق هو سلوك المسارات كدالة لبارامتر ما. نظرًا لتنوع البارامترات، قد تحتوي الأنظمة التحريكية على نقاط تشعب حيث يتغير السلوك النوعي للنظام الديناميكي. على سبيل المثال، قد ينتقل من وجود حركات دورية فقط إلى سلوك غير منتظم ظاهريًا، كما هو الحال في الانتقال إلى اضطراب السوائل.
- قد تبدو مسارات النظام غير منتظمة، كما لو أنها كانت عشوائية. في هذه الحالات، قد يكون من الضروري حساب المتوسطات باستخدام مسار واحد طويل جدًا أو العديد من المسارات المختلفة. تحددت المتوسطات جيدًا للأنظمة الإرغودية وتوصلنا إلى فهم أكثر تفصيلاً للأنظمة الزائدية. وقد ساعد فهم الجوانب الاحتمالية للأنظمة التحريكية على إرساء أسس الميكانيكا الإحصائية وأسس نظرية الفوضى.

## التاريخ
يعتبر الكثير من الناس عالم الرياضيات الفرنسي هنري بوانكاريه مؤسس الأنظمة التحريكية. نشر بوانكاريه دراستين كلاسيكيتين، «طرق جديدة للميكانيكا السماوية» (1892-1899) و«محاضرات عن الميكانيكا السماوية» (1905–1910). نجح فيهما في تطبيق نتائج أبحاثه على مشكلة حركة الأجسام الثلاث ودرس بالتفصيل سلوك الحلول (التردد، الاستقرار، التقارب، وما إلى ذلك). تضمنت هذه الدراسات نظرية التكرار لبوانكاريه، والتي تنص على أن بعض الأنظمة، بعد فترة طويلة بما فيه الكفاية ولكن محدودة، ستعود إلى حالة قريبة جدًا من الحالة الأولية.
طور ألكسندر ليابونوف العديد من طرق التقريب المهمة. تمكننا أساليبه التي طورها في عام 1899، من تحديد استقرار مجموعات المعادلات التفاضلية العادية. ابتكر النظرية الحديثة لاستقرار النظام الديناميكي.
في عام 1913، أثبت جورج ديفيد بيركوف أن «النظرية الهندسية الأخيرة» لبونكاريه، حالة خاصة من مشكلة الأجسام الثلاث، وهو الاستنتاج الذي جعله مشهورًا عالميًا. في عام 1927، نشر كتابه الأنظمة التحريكية. كانت أكثر نتائج بيركوف ذكرًا هي اكتشافه عام 1931 لما يسمى الآن نظرية إرجوديك التي جمعت بين رؤى فيزيائية لفرضية إرجوديك ونظرية القياس، حلت هذه النظرية، على الأقل من حيث المبدأ، مشكلة أساسية للميكانيكا الإحصائية. كانت لنظرية إرجوديك نتائج ديناميكية كذلك.
حقق ستيفن سمال تقدمًا كبيرًا أيضًا. إسهامه الأول هو حدوة حصان سمال التي أطلقت شرارة بحث مهم في الأنظمة التحريكية. كما أوجز برنامجًا بحثيًا قام به العديد من الآخرين.
قام أولكسندر ميكولايوفيتش شاركوفسكي بتطوير نظرية شاركوفسكي حول فترات الأنظمة التحريكية المنفصلة في عام 1964. أحد الآثار المترتبة على النظرية هي أنه إذا كان لنظام ديناميكي منفصل على مستقيم الأعداد الحقيقية نقطة دورية من الفترة 3، فيجب أن يكون لديه نقاط دورية لكل فترة أخرى.
في أواخر القرن العشرين، طبق المهندس الميكانيكي الفلسطيني علي حسن نايفة ديناميكا غير خطية في الأنظمة الميكانيكية والهندسية. كان عمله الرائد في الديناميكيات غير الخطية التطبيقية مؤثراً في بناء الآلات وصيانتها بالإضافة إلى الهياكل الشائعة في الحياة اليومية، مثل السفن والرافعات والجسور والمباني وناطحات السحاب والمحركات النفاثة ومحركات الصواريخ والطائرات والمركبات الفضائية.

## تعريفات أساسية
النظام التحريكي هو متعدد شعب M يسمى مساحة الطور (أو الحالة) الممنوحة مع عائلة من دوال التطور السلسة Φt ، بحيث يكون لأي عنصر من العناصر t ∈ T، يرسم الوقت نقطة من مساحة الطور إلى مساحة الطور. يتغير مفهوم السلاسة مع التطبيقات ونوع متعدد الشعب. هناك العديد من الخيارات للمجموعة T. عندما تُعتبر T حقيقية، يُطلق على النظام التحريكي التدفق؛ وإذا كانت T مقصورة على الواقع غير السلبي، فإن النظام التحريكي هو شبه تدفق. وعندما تُعتبر T أعدادًا صحيحة، فإنها تصبح متتالية أو خريطة؛ وتصبح القيود على الأعداد الصحيحة غير السالبة شبه متتالية.

### أمثلة
غالبًا ما تكون دالة التطور  Φ t هي حل معادلة تفاضلية للحركة
{\displaystyle {\dot {x}}=v(x).}
تعطي المعادلة المشتق الزمني، ممثلًا بالنقطة، لمسار (x (t على مساحة الطور بدءًا من نقطة ما x0. الحقل الاتجاهي (v (x هو دالة سلسة توفر في كل نقطة من مساحة الطور M متجه السرعة للنظام الديناميكي في تلك النقطة. (هذه المتجهات ليست متجهات في فضاء الطور M، ولكن في الفضاء المماس TxM للنقطة x.) بالنظر إلى الدالة السلسة Φ t، يمكن اشتقاق حقل اتجاهي مستقل عنه.
ليست هناك حاجة لمشتقات أعلى مرتبة في المعادلة، ولا للاعتماد على الوقت في (v (x لأنه يمكن التخلص منها من خلال النظر في أنظمة ذات أبعاد أعلى. يمكن استخدام أنواع أخرى من المعادلات التفاضلية لتحديد قاعدة التطور:
{\displaystyle G(x,{\dot {x}})=0}
وهي مثال على معادلة تنشأ من نمذجة النظم الميكانيكية ذات القيود المعقدة.
غالبًا ما تكون المعادلات التفاضلية التي تحدد دالة التطور Φ t معادلات تفاضلية عادية؛ في هذه الحالة، تكون مساحة الطور M عبارة عن متعدد شعب ذي أبعاد محدودة. يمكن توسيع العديد من المفاهيم في الأنظمة التحريكية لتشمل متعددات الشعب لا متناهية الأبعاد -وهي فضاء باناخ محليًا- وفي هذه الحالة تكون المعادلات التفاضلية معادلات تفاضلية جزئية. في أواخر القرن العشرين، بدأت شعبية منظور النظام الديناميكي للمعادلات التفاضلية الجزئية تزداد.